# Giacomo Roseo
Gian Giacomo Roseo (Nizza Monferrato, 26 gennaio 1889 – Milano, 27 ottobre 1967) è stato un calciatore, dirigente d'azienda e dirigente sportivo italiano.

## Biografia

### Vita Privata
Gian Giacomo Roseo detto Nino, nasce a Nizza Monferrato nel 1889 ed è figlio di Lorenzo Roseo. Si sposa con Adelina Gallo (tra le prime donne ad essersi laureate presso l'università Luigi Bocconi) con cui avrà tre figli.
Cresce calcisticamente nell'US Milanese e contemporaneamente consegue la laurea in economia presso l'università Luigi Bocconi nel 1911.

### Carriera sportiva
Parteciperà al campionato di Prima categoria 1907-1908 con l'US Milanese finendo al secondo posto dietro la Pro Vercelli. Prenderà anche parte ai campionati di prima categoria 1909-1910 e 1910-1911 sempre con L'US Milanese finendo rispettivamente al sesto e all'ottavo posto su nove squadre.
Nell'anno successivo passa al Milan, gioca da titolare tre delle prime quattro partite di campionato. Purtroppo non convince, gli viene imputata la responsabilità del gol subito contro la Piemontese durante la prima giornata di campionato. Questa gara verrà ricordata come "La partita maledetta" che costerà al Milan la vittoria del campionato di Prima categoria 1911-1912. Dopo la vittoria del Milan 4 a 0 contro la Juventus a Torino non verrà mai più convocato. Si ritira a 23 anni dal calcio giocato.

### Vita imprenditoriale
Tramite la Banca Commerciale sarà l'amministratore delegato della Società Petroli d'Italia (appartenente all'azienda Edison) e della Underwood. Nel 1927 e 1928 sarà Segretario Generale dell'Ente Fiera di Milano.
Acquisterà l'Isola Gallinara nel 1932 poi rivenduta nel 1960.

### Ciclismo
Grande appassionato di ciclismo dedicherà gran parte della sua vita a questo sport, a partire dalla sua tesi laurea intitolata  "L'industria e il commercio dei velocipedi" nella quale svolge una vera propria indagine su questo settore.  Scriverà poi alcuni articoli per diverse riviste tra cui "Scompare il velocipede?". Come Direttore Tecnico della Atala vinse due Giri d'Italia e lavorò con loro per i primi anni dopo l'università.

### Pugilato
Presidente delle Federazione Pugilistica Italiana (F.P.I.) dal 1922 al 1924 (Gian Domenico è stato il primo presidente di questa federazione).

## Onorificenze
Fu nominato Cavaliere dell'Ordine della Corona d'Italia nel 1928.
Ufficiale nel 1931.
Commendatore nel 1933.

## Statistiche
| Stagione  | Squadra     | Campionato | Presenze | Reti | Totale |
| --------- | ----------- | ---------- | -------- | ---- | ------ |
| 1907-1908 | US Milanese | PC         | ?        | ?    | ?      |
| 1909-1910 | US Milanese | PC         | 4        | 0    | 4 (0)  |
| 1910-1911 | US Milanese | PC         | 13       | 0    | 13 (0) |
| 1911-1912 | AC Milan    | PC         | 3        | 0    | 3(0)   |